# 孔涛 (1985年)
孔涛（1985年—），男，河南濮陽市清丰縣人氏，中国铁建中土集团尼日利亚有限公司运营事业部总经理，尼日利亚阿布贾吉瓦地区“工程领袖”酋长。

## 生平
1985年，孔涛生于河南清丰一户公职人员家庭。2010年，孔涛在北京交通大学研究生毕业后，加入中国土木工程集团，派驻尼日利亚，任阿布贾城铁项目助理工程师。2013年，调至阿卡铁路项目部，负责通信工程、信号工程、电力工程、电气化工程（通称“四电”工程）。2016年，接任阿布贾城铁项目经理。阿卡铁路项目部、阿布贾城铁项目部、中土集团尼日利亚公司运营部重组后，2018年7月，孔涛接任运营事业部总经理，负责该公司当地铁路运营和机车车辆采购工作。
在尼日利亚工作期间，孔涛促成了中国技术标准、中国管理模式的落地工作，令阿卡铁路成为首条使用中国标准的非洲铁路。面对文化差异，孔涛学习了豪萨语，了解和接纳当地历史、文化、风俗、习惯，成为了“尼日利亚通”。施工期间，面对取土矛盾，孔涛积极与当地民众进行协商。在人才选用方面，孔涛所在项目组尽量聘请当地居民参与施工，大力培训当地工人，择优进入公司管理层，提升当地人的就业和收入水平。孔涛亦是唯一同时参与了阿布贾城铁项目和阿卡铁路的中国人。此外，孔涛还在项目部周边援建了学校校舍、道路、简易足球场等生活设施，并带领同事在当地学校开展爱心活动。
2018年9月，尼日利亚阿布贾吉瓦地区埃米尔委员会一致决定，授予孔涛“工程领袖”（Wakilin Ayyuka）地区酋长称号。2019年4月21日，即阿卡铁路安全运营1000天庆典当日，孔涛受封地区酋长。该酋长称号为名誉性质，通常不参与当地族人事务。